# Pasiades
Pasiades (en griego antiguo: Πασιάδης) fue un alfarero y pintor de vasos griego, activo en Atenas en el último cuarto del siglo VI a. C.
Se conocen tres alabastras  de fondo blanco y fragmentos de un lécito también de fondo blanco. Firmó los alabastra como alfarero, el lécito como pintor.
1. Fragmento de un lécito, Atenas, ágora NS AP 422
2. Lécito, Londres, Museo Británico B 668, de Marion
3. Atenas, Museo Arqueológico Nacional 15002, de Delfos
4. París, Louvre CA 1920

Los números 2 y 3 fueron pintados por un pintor al que John Beazley llamó entonces Pintor de Pasiades, este no es estilísticamente idéntico al pintor que firmó el número 1 como Pasiades y fue colocado por Beazley cerca del Pintor de Evérgides. Como el alabastrón parisino no puede separarse del grupo de los alabastrones de Pédico por la forma y el tipo, Beazley se preguntaba si Pédico (traducido "infantil") no era solo un apodo para Pasiades, es decir, si era solo alfarero.